# باشگاه فوتبال کاونتری سیتی
باشگاه فوتبال کاونتری سیتی  (به انگلیسی: .Coventry City F.C) باشگاه فوتبال انگلیسی است که در شهر کاونتری قرار دارد.
این باشگاه در سال ۱۸۸۳ تأسیس شده‌است.

## هماوردان
لسترسیتی به عنوان رقیب اصلی کاونتری محسوب میشود باتوجه به حضور لستر در لیگ برتر انگلستان و حضور کاونتری در چمپیونشیپ این دو تیم از سال ۲۰۱۲ باهم دیگر دیدار نکردند این دیدار به دربی ام۶۹ معروف میشود پس از سقوط لستر در فصل ۲۰۲۳-۲۰۲۲ این دو تیم پس از یازده سال در چمپیونشیپ دوباره باهم دیدار خواهند کرد.